# Stipe Žunić
Stipe Žunić (* 13. Dezember 1990 in Zadar) ist ein kroatischer Kugelstoßer, der zu Beginn seiner Karriere auch im Speerwurf und Diskuswurf aktiv war. Bevor er mit der Leichtathletik begann, war er als Kickboxer aktiv und wurde dort auch Juniorenweltmeister.

## Sportliche Laufbahn
Erste internationale Erfahrungen sammelte Stipe Žunić bei den Jugendweltmeisterschaften 2007 in Ostrava, bei denen er im Kugelstoßen mit 17,12 m in der Qualifikation ausschied und im Speerwurf mit 70,25 m den siebten Platz belegte. Anschließend gewann er beim Europäischen Olympischen Jugendfestival in Belgrad mit 70,98 m die Bronzemedaille. Im Jahr darauf nahm er an den Juniorenweltmeisterschaften im polnischen Bydgoszcz teil und schied dort mit dem Speer mit 62,44 m in der Qualifikation aus. 2009 wurde er bei den Junioreneuropameisterschaften in Novi Sad mit 54,96 m Neunter im Diskuswurf sowie mit 69,20 m Zehnter mit dem Speer. Zwei Jahre darauf klassierte er sich bei den U23-Europameisterschaften in Ostrava mit 69,53 m auf Rang elf. Seitdem konzentriert sich Žunić hauptsächlich auf das Kugelstoßen.
2014 nahm er erstmals an den Europameisterschaften in Zürich teil und wurde dort mit 20,68 m Vierter und bei den Halleneuropameisterschaften 2015 in Prag mit 20,28 m Siebter. 2016 erreichte er mit einer Weite von 19,95 m Rang neun bei den Europameisterschaften in Amsterdam und qualifizierte sich auch für die Olympischen Spiele in Rio de Janeiro, bei denen er mit 20,04 m im Finale den elften Platz belegte. 2017 folgte ein fünfter Platz bei den Halleneuropameisterschaften in Belgrad mit 21,04 m. Er nahm erneut an den Weltmeisterschaften in London teil und gewann dort mit 21,46 m im Finale überraschend die Bronzemedaille hinter dem Neuseeländer Tomas Walsh und Joe Kovacs aus den Vereinigten Staaten. 2018 gewann er bei den Mittelmeerspielen in Tarragona mit 20,21 m die Silbermedaille hinter dem Bosnier Hamza Alić. Bei den Europameisterschaften in Berlin klassierte er sich mit 20,73 m auf dem siebten Platz.
2009 und 2010 wurde Žunić Kroatischer Meister im Speerwurf sowie von 2015 bis 2018 im Kugelstoßen.

## Persönliche Bestweiten
- Kugelstoßen: 21,48 m, 27. Mai 2017 in Slovenska Bistrica
  - Kugelstoßen (Halle): 21,13 m, 6. Februar 2018 in Düsseldorf
- Diskuswurf: 59,09 m, 16. Mai 2015 in Starkville
- Speerwurf: 77,89 m, 30. März 2012 in Austin